# Des Smith
Desmond Patrick Smith, dit Des ou Desse, (né le 22 février 1914 à Ottawa, province de l'Ontario au Canada - mort le 26 septembre 1981 à Ottawa) est un joueur professionnel canadien de hockey sur glace. Il évoluait au poste de défenseur.

## Carrière de joueur
En 1935, il a commencé sa carrière professionnelle avec les Lions de Wembley dans la British National League. Deux ans plus tard, il a débuté dans la Ligue nationale de hockey avec les Maroons de Montréal. Il a également porté les couleurs des Canadiens de Montréal, des Blackhawks de Chicago. Il a notamment remporté la Coupe Stanley 1941 avec les Bruins de Boston. Il met un terme à sa carrière en 1946.

## Parenté dans le sport
Ses fils Brian et Gary ont également évolué dans la ligue nationale de hockey.

## Statistiques
| Saison     | Équipe                        | Ligue      |     | Saison régulière | Saison régulière | Saison régulière | Saison régulière | Saison régulière |    | Séries éliminatoires | Séries éliminatoires | Séries éliminatoires | Séries éliminatoires | Séries éliminatoires |
| Saison     | Équipe                        | Ligue      | PJ  | B                | A                | Pts              | Pun              | PJ               | B  | A                    | Pts                  | Pun                  |                      |                      |
| 1935-1936  | Lions de Wembley              | BNL        |     | 7                | 4                | 11               | 36               |                  |    |                      |                      |                      |                      |                      |
| 1936-1937  | Monarchs de Wembley           | BNL        |     | 8                | 8                | 16               | 40               |                  |    |                      |                      |                      |                      |                      |
| 1937-1938  | Maroons de Montréal           | LNH        | 41  | 3                | 1                | 4                | 47               | --               | -- | --                   | --                   | --                   |                      |                      |
| 1938-1939  | Eagles de New Haven           | IAHL       | 34  | 4                | 9                | 13               | 34               |                  |    |                      |                      |                      |                      |                      |
| 1938-1939  | Canadiens de Montréal         | LNH        | 16  | 3                | 3                | 6                | 8                | 3                | 0  | 0                    | 0                    | 4                    |                      |                      |
| 1939-1940  | Blackhawks de Chicago         | LNH        | 24  | 1                | 4                | 5                | 27               | --               | -- | --                   | --                   | --                   |                      |                      |
| 1939-1940  | Bruins de Boston              | LNH        | 18  | 2                | 2                | 4                | 23               | 4                | 0  | 0                    | 0                    | 0                    |                      |                      |
| 1940-1941  | Bruins de Boston              | LNH        | 48  | 6                | 8                | 14               | 61               | 11               | 0  | 2                    | 2                    | 12                   |                      |                      |
| 1941-1942  | Bruins de Boston              | LNH        | 48  | 7                | 7                | 14               | 70               | 5                | 1  | 2                    | 3                    | 2                    |                      |                      |
| 1945-1946  | Cataracts de Shawinigan-Falls | QSHL       | 14  | 0                | 3                | 3                | 12               | --               | -- | --                   | --                   | --                   |                      |                      |
| Totaux LNH | Totaux LNH                    | Totaux LNH | 195 | 22               | 25               | 47               | 236              | 23               | 1  | 4                    | 5                    | 18                   |                      |                      |